# Рижковичи
Рижковичи (на руски: Рыжковичи; на беларуски: Рыжкавічы) е квартал на град Шклов в Могильовска област, Беларус. Населението на квартала е 500 души.

## История
Кварталът е село до януари 2008 г. По решение на Могильовския областен съвет е присъединено към Шклов заедно със селището Молодьожни. Против промяната се обявяват родителите на ученици, които ще загубят привилегиите си на селски жители при постъпване във висше учебно заведение.

## Личности
- Александър Лукашенко
- Галина Лукашенко